# Пантелеймонов, Георгий Михайлович
Гео́ргий Миха́йлович Пантелеймо́нов (18 [30] декабря 1883; Балта, Российская империя — 31 октября 1934; Белград, Югославия) — полковник Русской императорской армии, герой Первой мировой войны, спортсмен: входил в олимпийскую сборную команду, серебряный призёр Олимпийских игр 1912 года в Стокгольме по стрельбе из пистолета.

## Биография
Сын дворянина, капитана Михаила Пантелеймонова из Подольской губернии.
Образование получил во Владимирском Киевском кадетском корпусе и в Александровском военном училище, которое окончил в августе 1904 года по 1-му разряду и был произведен из портупей-юнкеров в подпоручики. Выпущен в Московский лейб-гвардии полк, служил младшим офицером в 12-й роте.
В 1912 году, будучи в чине поручика, Георгий Пантелеймонов участвовал в 5-х летних Олимпийских играх в Стокгольме. Кроме него, в Стокгольме в российскую команду по стрельбе из дуэльного пистолета, завоевавшую серебряные медали, входили Николай Мельницкий, Павел Войлошников и Амос Каш. Принимал также участие в стрельбе с 25 метров, где был на 14-м месте, а в стрельбе с 50 метров оказался на 17-м месте.
В 1914 году завоевал серебряную медаль в стрельбе из малокалиберной винтовки на 50 метров на Второй Всероссийской спортивной олимпиаде.
Был женат, имел троих детей (сына 1911 года рождения и двух дочерей: 1908 г.р. и 1910 г.р.).
Участник Первой мировой войны. 29 июля [10] августа 1914 года в чине штабс-капитана лейб-гвардии выступил с полком в поход. Был начальником пулемётной команды, в 1916 году в чине капитана командовал батальоном лейб-гвардии Московского полка. В боях был дважды контужен, награждён шестью боевыми орденами, в том числе орденом Святого Георгия 4-й степени, высшей военной наградой Российской империи для обер-офицеров. В конце войны Пантелеймонов был полковником и начальником Петроградской школы прапорщиков.
Участник Гражданской войны. После Октябрьской революции уехал на юг и присоединился к Добровольческой армии. С декабря 1918 года по март 1919 командовал ротой лейб-гвардии Московского полка в Сводно-гвардейском полку, был в этом полку начальником хозяйственной части. Возглавлял оборону Токмаковского района в Северной Таврии, с 29 ноября 1919 года командовал 1-м батальоном Сводного полка 2-й гвардейской пехотной дивизии. С начала 1920 года возглавлял 2-й Сводный гвардейский полк, но уже с 10 января, после поражения «белых» войск, командовал остатками Сводных гвардейских 1-го и 2-го пехотных и стрелкового полков. Участвовал в Бредовском походе, затем эвакуирован в Сербию. Был ранен, переболел тифом. 20 августа 1920 года прибыл в Крым и в чине полковника воевал в составе Русской армии генерала Врангеля, — командовал батальоном Сводного гвардейского полка.
После эвакуации Русской армии из Крыма Пантелеймонов эмигрировал в Югославию. В эмиграции руководил Белградской группой Объединения лейб-гвардии Московского полка.
Скончался 31 октября 1934 года в Белграде (Югославия).

## Награды
- Юбилейная медаль «В память 100-летия Отечественной войны 1812 года» (1912)
- Юбилейная медаль «В память 300-летия царствования дома Романовых» (1913)
- Орден Святого Станислава III степени (ВП от 06.12.1913, — «за отлично-усердную службу»)
- Орден Святой Анны III степени с мечами и бантом (ВП от 10.11.1914)
- Орден Святого Георгия 4-й степени (Приказ 9-й Армии от 14.04.1915 № 178, ВП от 14.06.1915), —

«за то, что в бою 27 августа 1914 г. у д. Тарнавки, будучи начальником пулемётной команды и находясь со своими пулемётами в кольцевом окопе, защищавшем в ночь захваченную неприятельскую позицию с сорока орудиями, своим мужеством и искусными действиями, невзирая на тяжёлое положение и большие потери, в большей степени содействовал отбитию атак германцев и австрийцев, предотвратив обход нашего фланга, и тем способствовал к удержанию нами взятых с боя орудий»
- Орден Святого Станислава II степени с мечами (утв. ВП от 02.05.1915)
- Орден Святой Анны II степени с мечами (ВП от 04.03.1915)
- Орден Святого Владимира IV степени с мечами и бантом (ВП от 18.05.1915)
- Орден Святой Анны IV степени с надписью «За храбрость» (утв. ВП от 08.03.1916)